# NGC 3803
NGC 3803 ist eine elliptische Zwerggalaxie vom Hubble-Typ E0 im Sternbild Löwe nördlich der Ekliptik. Sie ist schätzungsweise 157 Millionen Lichtjahre von der Milchstraße entfernt und hat einen Durchmesser von etwa 20.000 Lj.
Im selben Himmelsareal befinden sich u. a. die Galaxien NGC 3790, NGC 3801, NGC 3802, NGC 3806.
Das Objekt wurde am 27. März 1856 vom irischen Astronomen R. J. Mitchell, einem Assistenten von William Parsons, entdeckt.